# Hiroshi Kiyotake
Hiroshi Kiyotake (n. 12 noiembrie 1989, Prefectura Ōita, Japonia) este un fotbalist japonez.

## Statistici
| Japonia | Japonia | Japonia |
| An      | Meciuri | Goluri  |
| ------- | ------- | ------- |
| 2011    | 5       | 0       |
| 2012    | 7       | 1       |
| 2013    | 11      | 0       |
| 2014    | 3       | 0       |
| 2015    |         |         |
| Total   | 26      | 1       |